# Víkarbyrgi

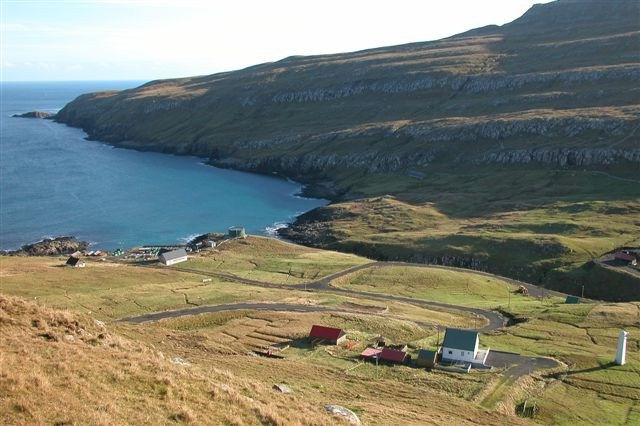
Die Bucht von Víkarbyrgi mit dem Baglhólmur am Ende

Víkarbyrgi [ˈvʊikaɹˌbɪɹdʒɪ] (dänisch: Vigerbirge) ist ein Ort der Färöer im Süden der Ostküste Suðuroys, Färöer (Dänemark). Hierzu wird auch die Nachbarsiedlung Hamrabyrgi gezählt. Im 7. Jahrhundert wohnten möglicherweise irische Mönche auf dem nahen Inselchen Baglhólmur.

## Bevölkerungsentwicklung

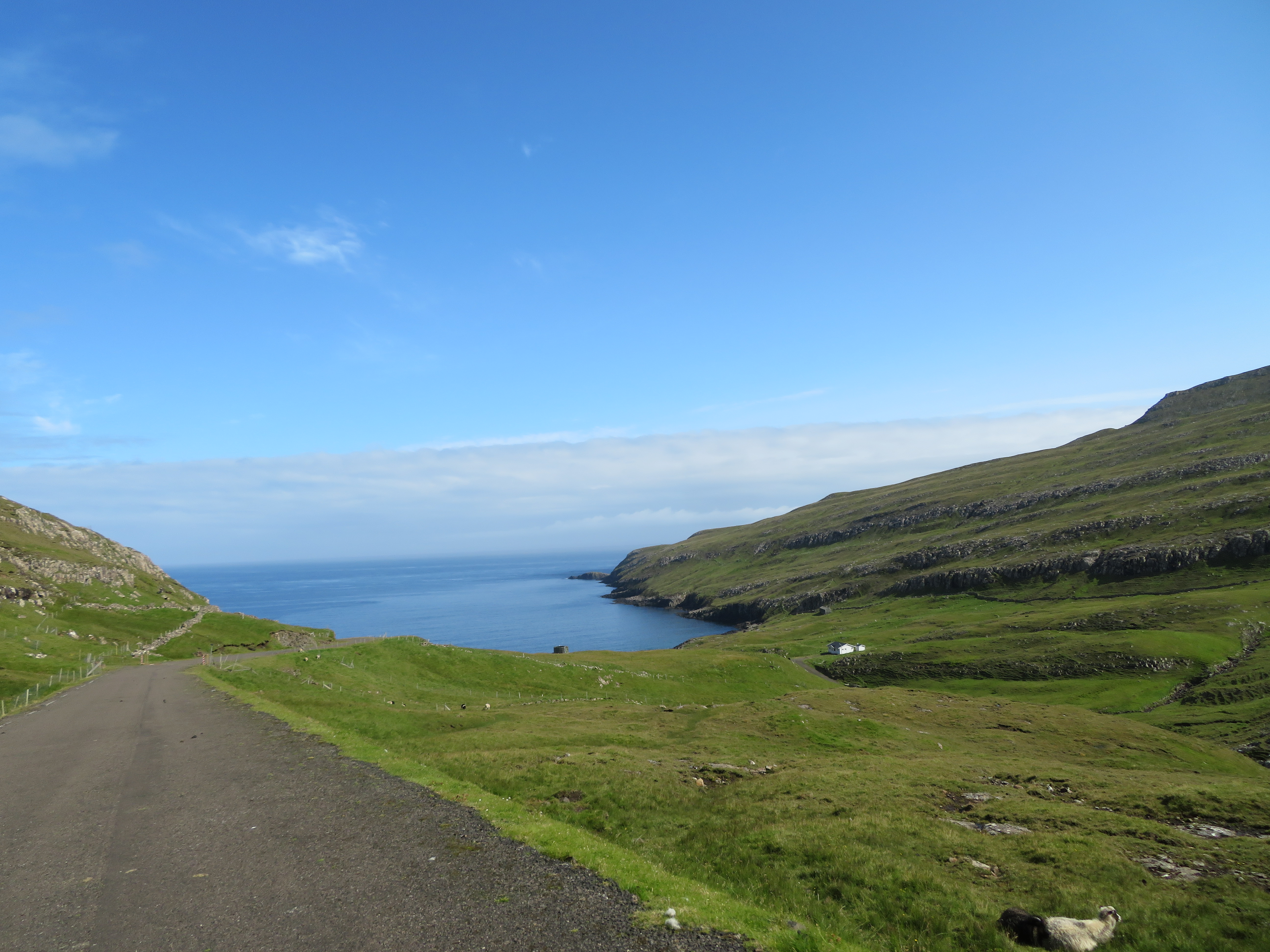
Blick von der Straße Víkarbyrgisvegur auf die Bucht von Víkarbyrgi (August 2019)

| Jahr | Einwohner |
| ---- | --------- |
| 1834 | 13        |
| 1906 | 40        |
| 1970 | 22        |
| 1998 | 2         |
| 2004 | 0         |
| 2005 | 2         |
| 2007 | 1         |
| 2014 | 0         |

## Geographie

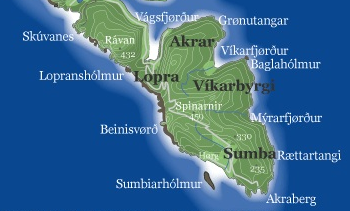
Karte der Kommune Sumba/Färöer

An der Bucht Víkarfjørður südlich des Vágsfjordes liegen die Ortschaften Víkarbyrgi und Hamrabyrgi, die durch einen Bach getrennt sind.
Am Eingang der Bucht liegt der 0,8 Hektar große Baglhólmur, einer der elf Holme der Färöer. Die beiden Ortschaften sind  mit dem Auto über die Straße Víkarbyrgisvegur zu erreichen.

## Geschichte

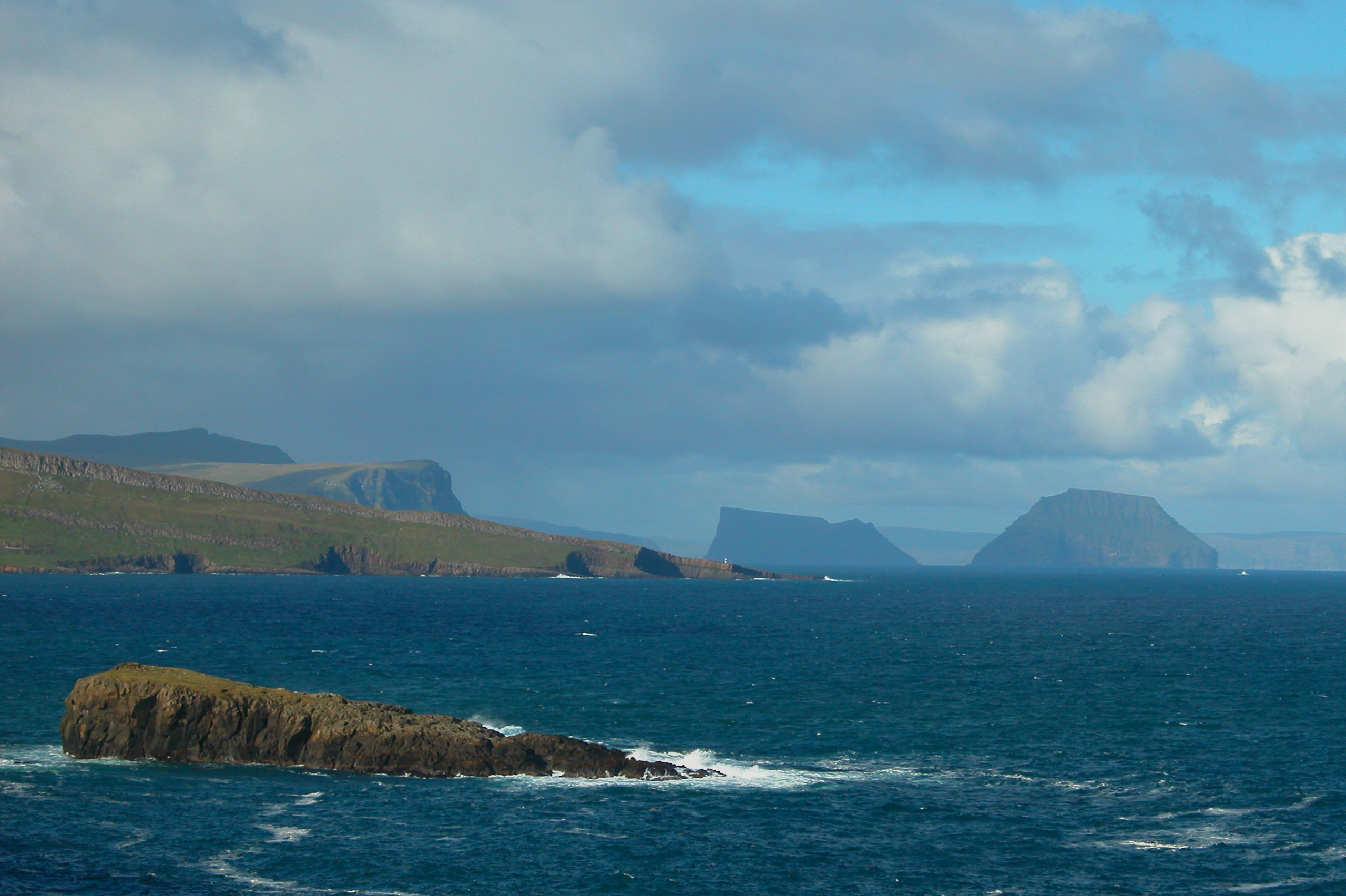
Baglhólmur, einer der elf Holme der Färöer, im Vordergrund. Links die Ostküste Suðuroys, rechts Lítla Dímun, links dahinter Stóra Dímun und dahinter am Horizont Sandoy

Es wird vermutet, dass der Name des Baglhólmur einer der wenigen keltischen Sprachzeugnisse der irischen Mönche ist, die schon vor den Wikingern die Färöer besiedelten. Bachall ist keltisch für Bischofsstab. Man nimmt an, dass auf Baglhólmur Kelten gewohnt haben, bevor die Wikinger auf die Färöer kamen. Die Sage berichtet, dass die letzten irischen Mönche sich nach der Ankunft der Wikinger auf der Insel verschanzt hätten, bevor sie in ihren Fellbooten nach Irland zurücksegelten.
Bevor die Pest im Mittelalter auch auf den Färöern wütete, war die Doppelortschaft einer der größten Orte auf Suðuroy. Sie besaß eine Kirche und einen Kirchhof, deren Reste man heute noch sehen kann. Besonders in der Nähe des Flusses kann man viele Grundmauern und Steinwälle aus dem Mittelalter sehen.
1349 starben alle Einwohner des Dorfes an der Pest, bis auf eine Frau namens Sneppan. Wegen der langen Isolation während der Pest lehnte sie jeden Kontakt mit anderen Menschen ab. Damit sie nicht verhungern musste, ließen Männer aus dem Nachbarort Sumba von einem Felsvorsprung getrocknetes Fleisch zu ihr hinunter. Ein Stück Land in Hamrarbyrgi trägt nach ihr den Namen „Snepputoftin“.

Víkarbyrgi

1830 wurde der Ort neu besiedelt. Einer der damaligen Leute, der Bauer Jógvan Hansen, wohnte dicht unterhalb des hamar („Felsvorsprung“). Seit den 1980er Jahren wohnte niemand mehr ganzjährig in der Ortschaft. Heute ist Víkarbyrgi nur noch in den Sommermonaten bewohnt. 1977 erhielt Víkarbyrgi als letztes Dorf auf der Südinsel den Anschluss an das Straßennetz. Dennoch verließen 1998 die letzten beiden Einwohner das Dorf. Von 2005 bis 2007 wurde der Ort wieder von zwei Personen bewohnt, seit 2007 jedoch nur noch von einer.

## Wandern

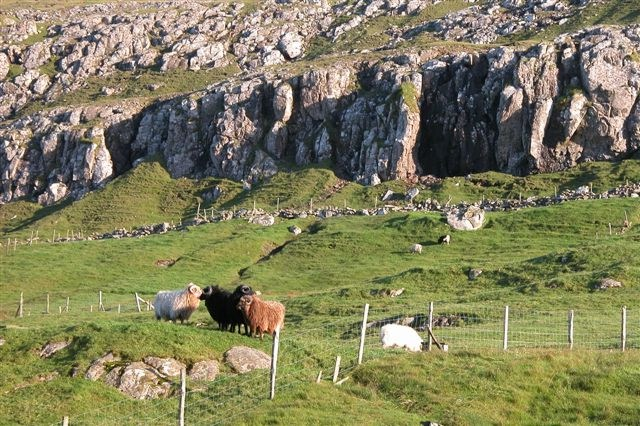
Schafe in der Nähe von Víkarbyrgi

Die Gegend um den Ort gilt als besonders schön und eignet sich gut für Wanderungen. Hier finden sich viele Ruinenreste aus dem Mittelalter.